# Leverkoma
Leverkoma eller leverencefalopati är ett allvarligt neurologiskt och psykiatriskt tillstånd som kan ses i samband med försämrad leverfunktion. 
Bakomliggande orsaker till leverkoma är levercirros (skrumplever), olika gifter och kronisk hepatit. Vid leverkoma är glömska, förvirring, skakiga händer och karakteristisk andedräkt vanliga. Ofta undersöks den drabbade med EEG, elektrisk registrering av hjärnan. 
Behandling är med minskat proteinintag, laxerande medel och stopp av blödningar. Sjukdomen är reversibel med behandling men vid tillstånd som akut leversvikt som orsakat leverencefalopatin kan en levertransplantation krävas. 